# デンマーク・クローネ
デンマーク・クローネ（デンマーク語：dansk krone）はデンマークの通貨である。クローネとは王冠を意味する言葉であり、スウェーデン通貨のクローナも同じ意味である。ISO4217でのコードはDKK。補助通貨単位はオーレ（öre）。1クローネは100オーレである。内的にはkrと略記される。DKRやDkrは公式なものではない。

## 概要
クローネという通貨名称はノルウェーでも使用されており、（ノルウェー・クローネ）、かつてはドイツ諸侯国でも使用されていた。また英語読みの「クラウン」もイギリスをはじめ、各国の通貨単位となっていた。
1983年には、デビットカードによる電子決済システム「Dankort」が公開されており、2015年までに発行枚数は通算580万枚、 公式発表では2015年の1枚あたりの平均決済回数は209回である。大規模なマーケットストアのチェーン店のみでなく、個人商店など、デンマークに存在する店舗のほぼ全てで使用できるため、成人しているデンマーク国籍保有者のほぼ全員がDankortを所有していると言われている。
デンマークでは、世界でも早い時期からDankortのような電子決済が定着しており、政府がキャッシュレス社会に向けて動いていることもあって、電子決済による取引が著しく普及し、現金による取引の方が稀になり、2017年現在のデンマークでの現金決済比率は10%以下となっている。デンマーク国内の造幣局は既に閉鎖され、硬貨や紙幣は外国で委託製造されている。2016年5月にはフィンランド企業のミントオブフィンランドを硬貨の鋳造委託先に、2018年2月にはフランス企業オバトゥール・フィドゥシワールを紙幣の印刷委託先に決定している。電子決済が現金をほぼ駆逐した背景には、気候的に冬季の現金輸送が困難であるという点も一因となっている。
それゆえ現金の廃止が秒読みであるかのように報道されることもしばしばあるが、デンマーク中央銀行によると、現在のところ現金の完全廃止の予定はなく、デンマーク政府の方針としてはそれには慎重である。年配の世代や観光客、さらには視覚障害者などの社会的弱者などには一定の現金の需要があるからである。

## 歴史
クローネは1873年に法定通貨として導入され、デンマーク、スウェーデン、ノルウェーの三国はこのクローネ通貨で統一した金本位制のスカンジナビア通貨同盟を発足させた。
当時のクローネの金平価は、純金1グラム=2.48クローネ（1クローネ=純金0.40323グラム）であったが、この通貨同盟は第一次世界大戦後に崩壊した。
しかし通貨同盟崩壊後もデンマーク、ノルウェー、スウェーデン共にそのままの通貨名を継続して現在に至っている。また、ノルウェーはEU非加盟国であるが、デンマークも、スウェーデンも独自通貨を維持している。

## フェロー諸島
フェロー諸島では、独自のモチーフを使ったフェロー・クローネ紙幣が発行されているが、硬貨については、デンマークのものがそのまま使用されている。

## ユーロとの関係
欧州にユーロが導入される前のクローネはドイツマルクとリンクさせて常に安定を保っていた。のちに、他の欧州連合の諸国にユーロが導入される時点で、デンマークも同様にユーロを導入する予定であったが、2000年に行われた国民投票で、クローネへの愛着からユーロ導入の法案は否決された。これは、国民の中にドイツやフランスなどの強国の主導権を嫌ったこともその要因の一つである。
その後2004年に再度ユーロ導入の是非を国民投票に計ったが、この時も法案は否決された。2008年10月、金融危機を契機として再びユーロ導入の是非を国民投票によって問うこととなった。このときの国民投票では 53.1% がユーロ導入に反対した。しかしその後、デンマーク政府は、2011年にも国民投票の再実施を検討している。しかし、デンマークのトーニング・シュミット首相は後に自国通貨の適用除外（オプト・アウト）に関する国民投票の約束を取り下げている。2013年5月16日のストックホルムのインタビューにおいて、トーニング・シュミット首相は、「現政権下では非現実的だ」と述べ、2015－19年に見込まれる「次期政権下でも、国民投票実施の選択肢を協議することには意味がないと思う」とした。欧州債務危機において、デンマークは他の北欧諸国とともに資金の避難先となっていたが、これについてトーニング・シュミット首相は「ユーロ導入を意図的に見合わせるというデンマークの選択によってデンマークが守られたのだ」という考えを示した。しかし、ユーロ圏にいずれかの時点で加わる是非については協議を続けるとも述べている。2014年現在、デンマーク・クローネはヨーロッパ為替相場メカニズム(ERM-II)のもとでユーロに±2.25の変動幅を持ってペッグしている。なお、通常は±15%の変動幅でのユーロへのペッグがされており、デンマーク・クローネは通常よりも小さい変動幅のなかでのペッグとなっている。ERM IIへの参加はユーロ参加への前段階として求められているものであり、トーニング・シュミット首相がユーロ圏にいずれかの時点で加わる是非については協議を続けるとも述べている通り、ユーロ導入の可能性は不明瞭であるものの、可能性がないわけではない。

## 硬貨
この国の硬貨は、日本の五円硬貨、五十円硬貨やノルウェーの硬貨と同様に先進諸国では珍しい穴あきの硬貨が見られる。伝統的に表面は国王の肖像かモノグラムが使用されている。通常貨幣の他に、最近は塔シリーズ、童話シリーズ、北極シリーズ、船シリーズなどのテーマ貨幣が発行されている。また、王室の慶事などでしばしば記念貨幣も発行される。これらのテーマ貨幣、記念貨幣は、金貨、銀貨としてコレクション用に発行される硬貨の他、通常の硬貨と同じ素材で流通用に発行される10および、20クローネ硬貨がある。
現行の硬貨は次の通り。デンマーク・クローネの現金の最小単位は50オーレ青銅貨であるため、現金支払いの場合はオーレ単位の計算上の金額の十の位に対してスウェディッシュ・ラウンディング（二捨三入七捨八入）が行われる。
- 50オーレ（青銅貨）

表：クリスチャン5世王の王冠 裏：額面と王立造幣局のハートのミントマーク
- 1クローネ（白銅貨）

マルグレーテ2世女王 のモノグラム（穴あき）
- 2クローネ（白銅貨）

マルグレーテ2世女王 のモノグラム（穴あき）
- 5クローネ（白銅貨）

マルグレーテ2世女王 のモノグラム（穴あき）
- 10クローネ（アルミニウム青銅貨）

マルグレーテ2世女王 の肖像、裏は紋章
- 20クローネ（アルミニウム青銅貨）

マルグレーテ2世女王 の肖像、裏は紋章

## 紙幣
この国の紙幣は、かつては農業や漁業を象徴する牧歌的なデザインの物が中心であったが、現女王の治世と共に、イエンス・ユール(Jens Juel)作の女性肖像を使ったパステルカラーの物に変更された。このシリーズ72紙幣では最高額面の1000クローネ紙幣が初めて発行されたが、この紙幣には用紙に日本の楮や三椏といった和紙の原料を混ぜた用紙が使われていた。その後1997年からはセキュリティ対策を強化した現行の紙幣が発行され流通している。このシリーズ97の各紙幣には、特定の認識マークで複製を防止するユーリオンといわれる図案が裏表に採用されている。
このシリーズ97紙幣は、50、100、200、500、1000クローネの5種類で、シリーズ72紙幣にあった、10、20クローネ紙幣は硬貨に変更されたので発行されなかった。そのかわりに200クローネ紙幣が新たな額面の紙幣として、最初に発行された。デンマークやノルウェーでは高額紙幣はあまり流通しておらず、特に1000クローネ紙幣は旅行者が手にすることはもちろん、現地の人々も滅多に手にすることのない紙幣である。
シリーズ97紙幣は、表が近代文化人の肖像、裏はデンマーク国内の教会にある石像のレリーフに統一され、額面が上がるにつれて10mmずつ長さが長くなっている。
その後、各紙幣ともにさらにセキュリティ対策を高めた改訂版が2002年後半から順次発行された。これらは図案そのものに変更はないが、紫外線発光インクによるモチーフの印刷、ホログラムパッチの付加などが主な改良点である。
デンマーク国立銀行では、偽造が一層困難といわれる新しい紙幣を発行することになり、2009年からこれらを順次発行していき、2011年5月の1000クローネ紙幣の発行で全ての券種の紙幣の置き換えが完了した。この新しい、シリーズ2009紙幣のデザインは、デンマーク国内の「橋」をモチーフとした風景になり（裏は出土品）、これまでのような人物の肖像は使用されていない。これは多分にユーロ紙幣を意識してのことだと思われる。前回は改刷まで25年が経過していたが、今回は12年での改刷となる。50クローネ紙幣が2009年8月11日に、100クローネ紙幣が2010年5月4日に、200クローネ紙幣が2010年10月19日に発行され、次いで500クローネ（2011年2月15日）、1000クローネ（2011年5月24日）の順に発行された。
シリーズ2009紙幣の偽造対策としては、ユーリオン模様、マイクロ文字、紫外線反応インク、インタリオ印刷、安全線、黒透かしなど従来の対策に加え、新たにスレッドウィンドウというものが設けられた。これは、これまで各国で行われてきた、薄い金属の細帯を紙に漉き込んで、その一部を紙幣表面に窓状に表したものと似ているが、この紙幣の細帯は樹脂製で、かまぼこ型レンズを使った3D画像のように、中に描かれた波型の模様が紙幣を傾けると、その向きと直角の方向に（つまり紙幣を左右に傾けると模様は上下に、紙幣を上下に傾けると左右にアニメーションする非常に高度な技術を用いたものである。ホログラムで文字がアニメーションするのはスイスの紙幣にも見受けられるが、樹脂製のスレッド自体に複雑な仕組みを施したものは非常に珍しい。
これは後にクレーン・カレンシー社によって「MOTION」という名称で商用化され、スウェーデンの新1000クローナ紙幣や韓国の50000ウォン紙幣、アメリカの新100ドル紙幣にもこの技術が採用されている。
デンマークの紙幣印刷機には、凹版印刷のインクをすぐに乾燥させる装置を具備しているので、インタリオ印刷などの凹版部分が非常にクリアに仕上がっている。また紙幣には用紙の耐久性を高める目的で表面にある種の樹脂を塗布しているため、表面に独特の光沢感が見られる。
なお、この国の紙幣は、1945年以降に発行されたものは、全て法的に有効である。過去の紙幣には光の速さを測定したオーレ・レーマーや、電流の磁気作用を発見したエルステッド、文学者で童話作家のアンデルセンなどの肖像が用いられていた。

### シリーズ97紙幣
- 50クローネ（紫）125mmX72mm 1999年5月発行 2005年8月改版

表：カレン・ブリクセン（作家） 裏：ケンタウルス（Landet教会のレリーフ）
- 100クローネ（橙）135mmX72mm 1999年11月発行 2002年11月改版

表：カール・ニールセン（音楽家） 裏：バジリスク（Tommerby教会のレリーフ）
- 200クローネ（緑）145mmX72mm 1997年3月発行 2003年4月改版

表：ヨハンヌ・ルイーゼ・ハイベルク（女優） 裏：ライオン（Viborg大聖堂のレリーフ）
- 500クローネ（青）155mmX72mm 1997年9月発行 2003年9月改版

表：ニールス・ボーア（科学者） 裏：龍と戦う騎士（Lihme教会のレリーフ）
- 1000クローネ（赤）165mmX72mm 1998年9月発行 2004年11月改版

表：アンナ・アンカー、ミカエル・アンカー夫妻（画家） 裏：騎士の決闘（Bislev教会のレリーフ）

### シリーズ2009紙幣
- 50クローネ（紫）125mmX72mm 2009年8月発行

表：Sallingsund Bridge 裏：Skarpsalling Vessel
- 100クローネ（黄橙）135mmX72mm  2010年5月発行

表：old Little Belt Bridge 裏：Hindsgavl dagger
- 200クローネ（黄緑）145mmX72mm  2010年10月発行

表：Knippelsbro 裏：a belt-plate from Langstrup
- 500クローネ（青）155mmX72mm 2011年2月発行

表：the bridge Dronning Alexandrines Bro 裏：the bronze vessel from Keldby
- 1000クローネ（赤）165mmX72mm 2011年5月発行

表：the Great Belt Bridge 裏：the Sun Chariot

## 為替レート
対ドル為替レート